# پروژه استانداردهای وب
پروژه استانداردهای وب ( WaSP ) یک گروه از توسعه دهندگان وب حرفه‌ای است که بر روی استانداردهای وب که توسط کنسرسیوم وب تدیون گردیده است اختصاصاً کار می‌کنند .

## سازمان
پروژه استانداردهای وب هم‌اکنون ( دسامبر 2013) توسط درک فادراستون، آئرون گوستافسون و گلندا سیمس مدیریت می‌گردد .
مدیران قبلی :
- جورج اولسن (1998-1999)
- جفری زلدمن (1999-2002)
- مولی هلزشلاگ (2002-2006)
- کیمبرلی بلسینگ و دروو مک لیلان (2006-2008)
- درک فادراستون، آئرون گوستافسون و گلندا سیمس (2013-2008)

گروه کاری
- آدوبی
- تحصیلات
- ماکروسافت
- دسترسی پذیری